# Лагі
Лагі, Лаґі (італ. Laghi, вен. Laghi) — муніципалітет в Італії, у регіоні Венето, провінція Віченца.
Лагі розташоване на відстані близько 450 км на північ від Рима, 95 км на північний захід від Венеції, 38 км на північний захід від Віченци.
Населення — 125 осіб (2014).
Покровитель — San Barnaba.

## Демографія
Населення за роками:

Станом на 1 січня 2023 року в муніципалітеті офіційно проживало 13 іноземців з 5 країн, серед них 11 громадян країн Євросоюзу.

## Сусідні муніципалітети
- Арсьєро
- Фольгарія
- Ластебассе
- Позіна
- Терраньйоло